# لیووا گئورگیان
لیووا گئورگیان (ارمنی: Լյովա Գեւորգյան؛ ) کشتی‌گیر رشته آزاد اهل ارمنستان است که در مجموع در برندهٔ ۱ مدال طلا و ۱ مدال نقره شده‌است. گئورگیان در سی و پنجمین دوره مسابقات کشتی نظامیان جهان به میزبانی تهران در وزن ۷۹ کیلوگرم به رقابت پرداخت.